# Geomantis larvoides
Geomantis larvoides ist eine Fangschrecke aus der Familie der Mantidae. Die Art ist eine von nur zwei Arten der Gattung Geomantis und bewohnt den gesamten Mittelmeerraum.

## Merkmale
Mit einer Körperlänge von maximal 30 Millimetern (20 Millimeter als Männchen) zählt Geomantis larvoides zu den kleinen Arten der Ordnung der Fangschrecken. Wie es der Artname larvoides (lat. für „larvenartig“) bereits verrät, erinnert die Art durch ihren Körperbau und nicht zuletzt durch ihre geringe Größe an die Larven- bzw. Nymphenformen größerer Fangschrecken. Ein weiteres Merkmal, das diesen Eindruck verstärkt, sind die stark verkürzten Flügel beider Geschlechter. Diese Eigenart ist bei Fangschrecken selten. Der Halsschild ist bei Geomantis larvoides vorne am breitesten und hinten gezähnt.

### Ähnliche Arten

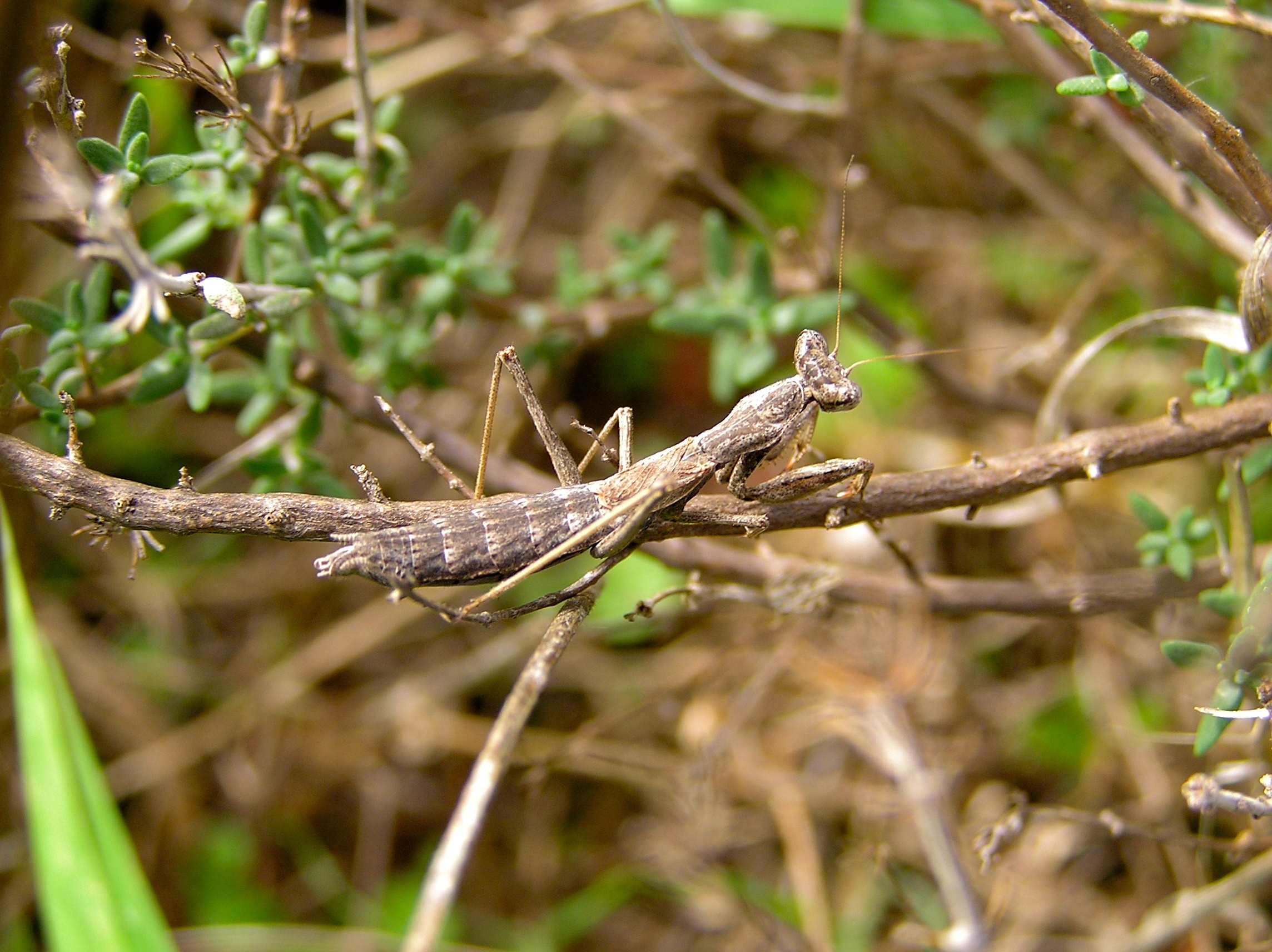
Weibchen der Grauen Fangschrecke (Ameles decolor)

Im Verbreitungsgebiet von Geomantis larvoides gibt es noch weitere ähnliche Fangschrecken, deren Körpergröße ebenfalls vergleichsweise gering ist. Beispiele dafür finden sich in der nicht näher verwandten Gattung Ameles wieder, die zwar zur gleichen Familie, aber innerhalb dieser zur Unterfamilie Amelinae zählt. Zumindest Weibchen und Jungtiere von Arten dieser Gattung besitzen ebenfalls reduzierte Flügel, sie unterscheiden sich aber von Geomantis larvoides durch den in der Mitte am breitesten ausfallenden Halsschild mit ungezähnter Berandung.

## Vorkommen
Die mediterrane Art kommt von Südeuropa bis in den Nahen Osten vor und ist in Nordafrika ebenso wie auf vielen Inseln des Mittelmeers anzutreffen. Der Verbreitungsschwerpunkt liegt aber wohl auf der Iberischen Halbinsel. Geomantis larvoides ist bodenbewohnend und bevorzugt trockenwarme und steinige Gebiete, die höchstens lückige und niedrigwüchsige Vegetationen beinhalten. Dazu zählen die Garrigue, Magerrasen, Sandheiden oder Steppen. Anders als Geomantis algerica, dem neben G. larvoides einzigen weiteren Vertreter der Gattung Geomantis, kommt diese Art somit  auch in Europa vor.

### Bedrohung und Schutz
Über eine mögliche Bestandsgefährdung von Geomantis larvoides existieren keine Angaben. Von der IUCN wird die Art nicht geführt.

## Lebensweise
Geomantis larvoides ist ähnlich wie Fangschrecken der Gattungen Ameles oder Apteromantis (bsp. Fuentes Kurzflügel-Fangschrecke (A. aptera)) ein schneller Läufer und guter Springer und jagt am Boden kleinere Gliederfüßer, darunter kleine Schnabelkerfe, Heuschrecken, Netz- und Zweiflügler.

### Fortpflanzung
Das Fortpflanzungsverhalten von Geomantis larvoides ist bislang wenig erforscht. Ein Männchen nähert sich von hinten einem Weibchen und schaukelt zur Balz von Seite zu Seite. Diese Bewegung dauert nur sehr kurz und das Männchen bewegt sich nicht weiter als zwei Millimeter auf beiden Seiten. Gelegentlich wird das Balzverhalten auch erweitert, indem das Männchen dann sein Abdomen (Hinterleib) spiralförmig aufrollt, während es sich gleichzeitig dem Weibchen weiter annähert. Die Annäherung seitens des Männchens erfolgt zwar nicht im Lauf, aber dennoch recht schnell. Zur Arterkennung überstreicht das Männchen, sobald es das Weibchen von hinten bestiegen hat, mit seinen Fühlern zuerst das Abdomen und dann den Thorax (Brustbereich) des Weibchens. Die darauf folgende Paarung dauert 60 bis 120 Minuten. Zum Abschluss der Paarung streicht das Männchen dann erneut mit seinen Fühlern über den Thorax des Weibchens. Bei Geomantis larvoides wurde der mit Fangschrecken häufig in Verbindung gebrachte Kannibalismus seitens des Weibchens während oder nach der Paarung bislang nicht beobachtet, dennoch verlässt das Männchen nach der Paarung auch hier das Weibchen fluchtartig. Die Ootheken werden dann vom Weibchen an den Blattachseln von Zwergsträuchern befestigt.
Geomantis larvoides ist vermutlich univoltin. Imagines sind von Juni bis September anzutreffen.

## Systematik
Geomantis larvoides wurde 1896 zeitgleich mit der zugehörigen Gattung vom französischen Zoologen José Pantel erstbeschrieben und erfuhr keine Namensänderungen oder Umstellungen. Geomantis larvoides ist die Typusart Gattung Geomantis, die nur zwei Arten umfasst (die andere ist G. algerica). Geomantis larvoides verfügt über zwei Unterarten:
- Geomantis larvoides larvoides Pantel, 1896
- Geomantis larvoides algenca Giglio-Tos, 1916